# Johannes Lutter
Johannes Lutter (Düsseldorf, 17 de Dezembro de 1912 - 13 de Março de 2004, Bückeburg) foi um piloto alemão da Luftwaffe durante a Segunda Guerra Mundial. Voou 400 missões de combate, nas quais abateu 12 aeronaves inimigas, o que fez dele um ás da aviação; ao longo da sua carreira, destruiu também 30 alvos terrestres e 15 tanques. Depois da guerra, juntou-se à Bundeswehr em 1956, tendo-se reformado em Março de 1971.